# 裴世長
裴世長（1914年—1993年），京劇鼓師，以與梅蘭芳的長期合作見知於世。
北京富連成科班世字科出身，中華人民共和國成立后給梅蘭芳劇團的許多戲打鼓，留下許多錄音，很有影響。
合作過《西施》、《貴妃醉酒》、《霸王別姬》、《洛神》、《宇宙鋒》、《雷峰塔·斷橋》、《遊園驚夢》等戲。
梅蘭芳回憶：「给我打鼓的近年是裴世长，本事好，平时总是严丝合缝的。」
梅故去后，他在北京中國京劇院（現在的中國國家京劇院）培養了吳有禹、謝光榮、李朝陽等學生，現在都已是中國國家1級演員的正高級職稱。
梅蘭芳劇組早年的唱片主要是何斌奎打鼓，也有同杭子和合作的，中華人民共和國成立后還找過庚金群。